# Conura depicta
Conura depicta är en stekelart som först beskrevs av Walker 1864.  Conura depicta ingår i släktet Conura och familjen bredlårsteklar. Inga underarter finns listade i Catalogue of Life.